# Schloss Gehaus

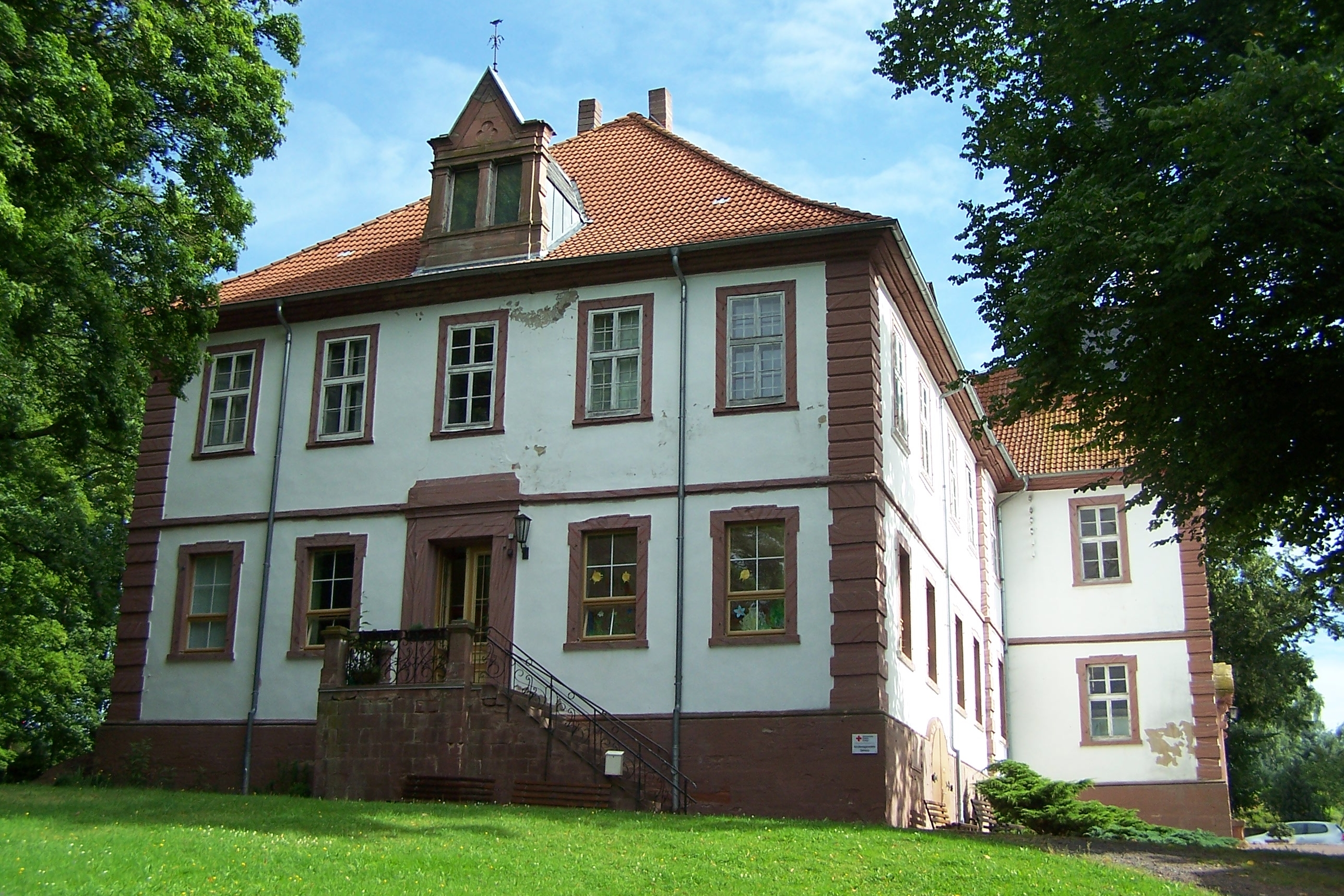
Das Schloss

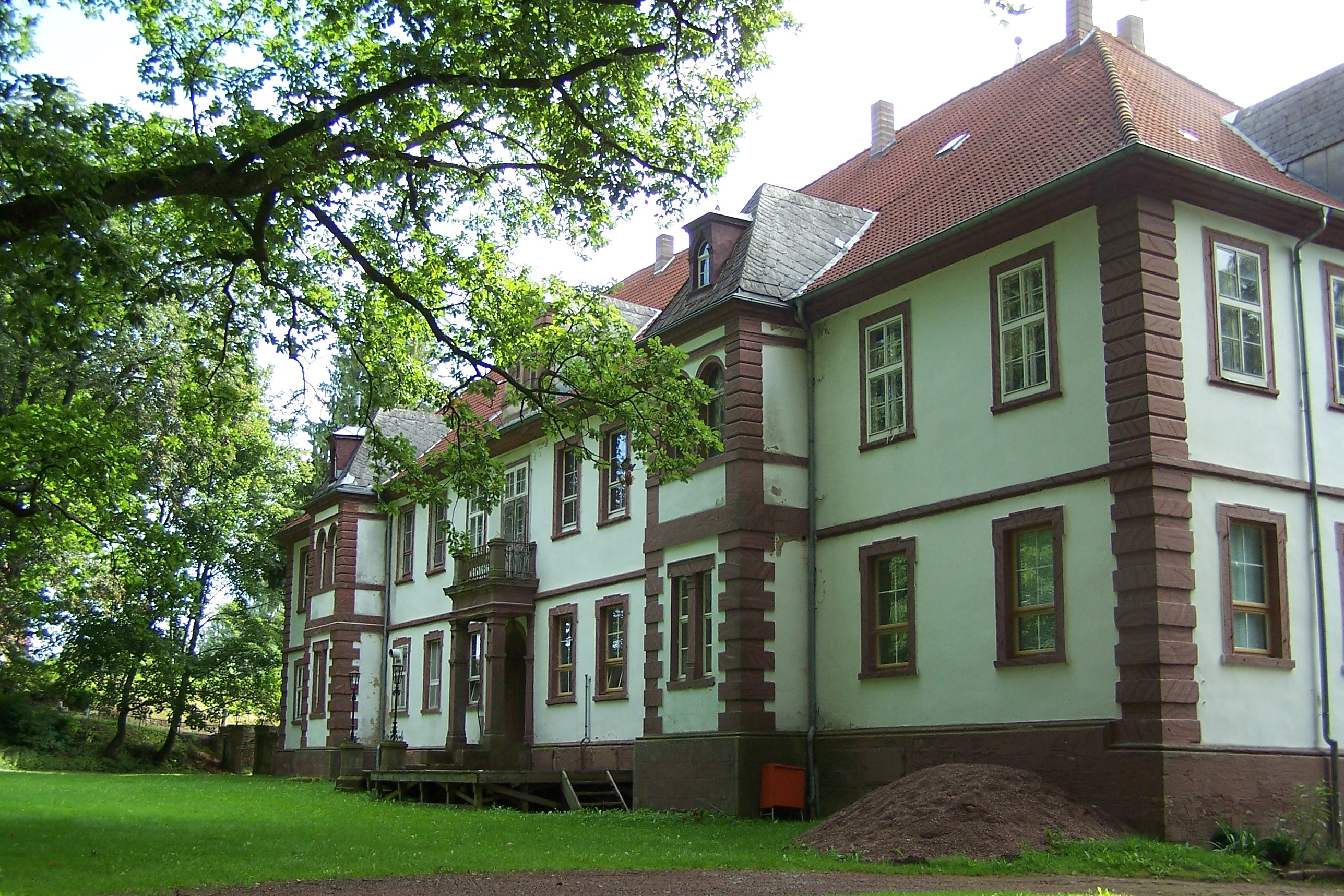
Parkseite

Das Schloss Gehaus befindet sich oberhalb der Dorfkirche im Ortsteil Gehaus der Gemeinde Dermbach im Wartburgkreis in Thüringen.

## Geschichte
1506 erwarb Ludwig I. von Boyneburg, der bereits die Krayenburg zu Lehen besaß, auch die Burg Gehaus. Seine Söhne teilten den Besitz. 1715/16 ließ Georg Philipp zu Boineburg und Lengsfeld in seiner Hälfte das barocke, sogenannte Obere Schloss erbauen. Der Wappenstein über dem Eingangsportal erinnert daran. Es folgten mehrere Umbauphasen und stilistische Modernisierungen, der elegante Treppenaufgang im Zentrum des Gebäudes wurde 1864 eingebaut. Diese Baumaßnahmen gehen auf Grafen Carl zu Boineburg und Lengsfeld zurück, resp. ergänzend auf seinen Sohn und Erben Sigismund Graf und Edler Herr zu Boineburg und Lengsfeld (1827–1882). Die jeweiligen Besitzer bevorzugten jedoch meist die in den benachbarten Orten Stadtlengsfeld und Weilar gelegenen Schlösser, die bis 1945 im Familienbesitz blieben.
Das sogenannte Untere Schloss in Gehaus wurde bereits im Siebenjährigen Krieg zerstört und später als Ökonomiehof mit Wohngebäude neu aufgebaut. Die Freiherren von Boineburg verpachteten und verkauften diesen im 19. Jahrhundert.
Mit dem Oberen Schloss wurde auch gleichzeitig eine Parkanlage mit wertvollen seltenen Gehölzen angelegt. Im Südwesten befindet sich eine Kapelle mit dem Erbbegräbnis derer zu Boineburg und Lengsfeld.
Eckart von Uckermann wurde auf Schloss Gehaus 1945 geboren. Seine Eltern, der Offizier i. G. Albrecht Freiherr von Uckermann und Elisabeth Freiin von Wangermann, Tochter der Edle Freiin von Boineburg und Lengsfeld-Gehaus und der kgl. preuß. Oberstleutnant Hans Freiherr von Wangenheim, hatten dort 1938 geheiratet.
Nach Kriegsende – Gehaus wurde am 11. April 1945 eingenommen – wurde das Schloss von den amerikanischen Besatzungstruppen, dann von der Roten Armee als regionale Kommandostelle genutzt. Es folgte die zeitweise Einquartierung von 40 Flüchtlingsfamilien und Umsiedlern, insgesamt etwa 250 Personen, im Dorf. Im September wurde der enteignete Grundbesitz der Boineburger als Bodenreform-Land auf die Landarbeiter und Umsiedler aufgeteilt. Der Schlosspark wurde zum Volkspark umgewidmet, eine Freilichtbühne und ein Musikpavillon wurden bis 1964 von den Einwohnern für Kulturveranstaltungen aufgebaut.
Im Jahr 1966 wurden das Schlossdach und der Außenputz mit staatlichen Zuschüssen (80.000 Mark der DDR) erneuert. 1977 wurden schadhafte Fenster repariert und das Treppenhaus renoviert. Um den Schulkindern des Ortes bessere Lernbedingungen zu ermöglichen, wurde die Schulsporthalle in einem Flügel der Wirtschaftsgebäude eingerichtet. Auch die Schulspeisung und der Kindergarten wurden in das Schloss verlegt.
Das Schloss beherbergt heute auch Verwaltungsbereiche der Gemeinde.